# Enseignement militaire supérieur en France
L’enseignement militaire supérieur (EMS) est destiné, au sein des Forces armées françaises, à la formation des officiers - succédant aux différents niveaux de leur formation initiale et de spécialisation - appelés à exercer des responsabilités importantes de commandement ou à occuper des postes nécessitant des qualifications techniques, juridiques ou scientifiques élevées. Il est régi par les articles D.4152-1 à D.4152-10 du code de la Défense. Son organisation a été profondément modifiée par des réformes successives, notamment en 1993 et 2009.

## Structuration de l'enseignement

### L'enseignement militaire supérieur est divisé en degrés
- le premier degré s'adresse à l'échelon de mise en œuvre ; il est destiné à acquérir des qualifications élevées pouvant être sanctionnées par un diplôme[1] ;
- le deuxième degré s'adresse à l'échelon de conception ; il est sanctionné par un brevet qui prépare à certaines fonctions d'état-major ou de direction et de commandements importants[1] ;
- au-delà du deuxième degré, l'enseignement militaire supérieur peut apporter des connaissances particulières pour exercer de hautes responsabilités.

### Du ressort de deux niveaux d'autorité
- le premier degré (EMS 1) et l'enseignement spécifique de deuxième degré (EMS2-S) relèvent de chaque armée ou service ou, pour la justice militaire, du directeur des affaires juridiques, etc.

- l'enseignement « interarmées » du deuxième degré (EMS2 interarmées) et toute formation au-delà du deuxième degré sont placés sous l'autorité du chef d'État-Major des armées (CEMA).

## Organisation par niveau d'autorité

### Le niveau de chaque armée ou service

#### Armée de Terre
Concernant l'enseignement militaire supérieur du 1er degré (EMS1) et du second degré spécifique (EMS2-T), l'Armée de Terre dispose de sa propre direction de l'enseignement supérieur (DEMS-T) et dispense un enseignement organisé qui était entre 2016 et 2023 sous la responsabilité du Centre de Doctrine et d’Enseignement du Commandement (CDEC) et est depuis 2023 sous l'autorité du Centre d'Enseignement Militaire Supérieur-Terre (le CEMS-T).  
Le CEMS-T a autorité sur quatre entités,, dont trois localisées à l'école militaire de Paris : 
- l'école d'état-major (EEM) (Saumur)
- l'école de guerre - Terre (EDG-T) (Paris) (passage obligé après la réussite au concours de l'EDG avant d'intégrer la formation « interarmées » de celle-ci)
- l'école supérieure des officiers de réserve spécialistes d'état-major (ESORSEM) (Paris)
- l’enseignement militaire supérieur scientifique et technique (EMSST) (Paris)

#### Marine
L'enseignement militaire supérieur de la Marine s'effectue notamment à École d'administration des affaires maritimes (Nantes), composante de l'École nationale de la sécurité et de l'administration de la mer (ENSAM),,, sous la responsabilité de l'inspecteur général des affaires maritimes. La formation des professeurs de l'enseignement maritime est du ressort de l'inspecteur général de l'enseignement maritime.

#### Armée de l'Air
L’enseignement militaire supérieur du 1er degré (EMS1) est délivré par le Centre d'enseignement militaire supérieur air (CEMS Air)  (Ecole militaire - Paris) et comprend deux niveaux de formation générale (FG 1 et FG2). S’y ajoutent les formations scientifiques et techniques dispensées par divers établissements militaires et civils.
L’EMS2, suivant le brevet visé (BEMS et BT), se déroule à l’école de Guerre, ou est délivré en interne (BQMS).

### Le niveau supérieur « interarmées »
La charge de l'enseignement militaire supérieur de second degré interarmées (EMS2 interarmées) revient à la DEMS (Direction de l'enseignement militaire supérieur) créée en 2009. La DEMS est un organisme interarmées, placé sous l'autorité du  CEMA, et dont dépendent deux écoles, localisées à l'école militaire de Paris (comme les instituts), qui dispensent l'enseignement militaire du plus haut niveau :
- l’école de guerre (EDG) (Paris)[8] ;
- le centre des hautes études militaires (CHEM) (Paris).

Ces organismes de formation s'appuient sur le centre de documentation de l’École militaire (CDEM), lui aussi localisé à l'école militaire. 
En relation étroite avec la DEMS, l’Institut de recherche stratégique de l'École militaire (IRSEM) (Paris) est chargé d'assurer l'interface avec le monde de la recherche, notamment civile, mais aussi le rayonnement de la pensée stratégique française en France et à l'international.
L'enseignement militaire supérieur et l'IRSEM travaillent en partenariat étroit avec l'Institut des hautes études de défense nationale (IHEDN) (Paris), organisme dépendant du Premier ministre.